# Elena Djionat
Elena Djionat (Bozieni 1888-fl. 1936), fue una educadora, periodista, sufragista y activista en favor de los derechos de las mujeres. Fue cofundadora y dirigente de la Organizatja Reuniunii Femeilor Basaribene (Organización de Bessarabian Mujeres) en 1928-1935. 

## Biografía
Djionat nació en el Imperio ruso y fue educada en la Universidad de Odessa antes de convertirse en profesora en la Escuela de Primaria Princesa Elena en Chisnau, entre 1919-1935. Ella se involucró en el trabajo feminista en 1907, pero se centró más en la unificación con Rumania hasta que Besarabia se convirtió en parte de Rumania en 1919. Después se centró en la defensa de los derechos de las mujeres a causa de la negativa de Rumania a reconocer el derecho al voto de las mujeres el derecho al voto. El movimiento en defensa de los derechos de las mujeres se dividió en la década de 1930 entre ella y Elena Amistar. No se sabe nada de ella a partir de 1936.